# Dimos Makrakomi
Dimos Makrakomi (Makrakomi) är en kommun i Grekland.   Den ligger i prefekturen Fthiotis och regionen Grekiska fastlandet, i den centrala delen av landet, 180 km nordväst om huvudstaden Aten. Antalet invånare är 16 036.